# Ридингер
Ридингер — дворянский род.
Происходит из Швеции. Карл Петрович Ридингер (14.06.1753-21.03.1821) был выборгским губернатором, потом (1804) директором училищ Финляндской губернии. Ридингер, Александр Карлович (1782—1825), российский командир эпохи наполеоновских войн, генерал-майор.
Род Ридингер внесен в дворянский матрикул Лифляндской губернии и во II часть родословной книги Санкт-Петербургской губернии.

## Описание герба
В голубом поле два опрокинутых в Андреевский крест золотых весла, между четырех золотых безантов. 
Щит увенчан дворянским шлемом с золотым бурелетом, с голубым и черным витками. Нашлемник — два золотых безанта в столб, перевитых зелеными лаврами наподобие «8». Намет черный с золотом.